# Lista de prêmios e indicações recebidos por Lee Tae-min

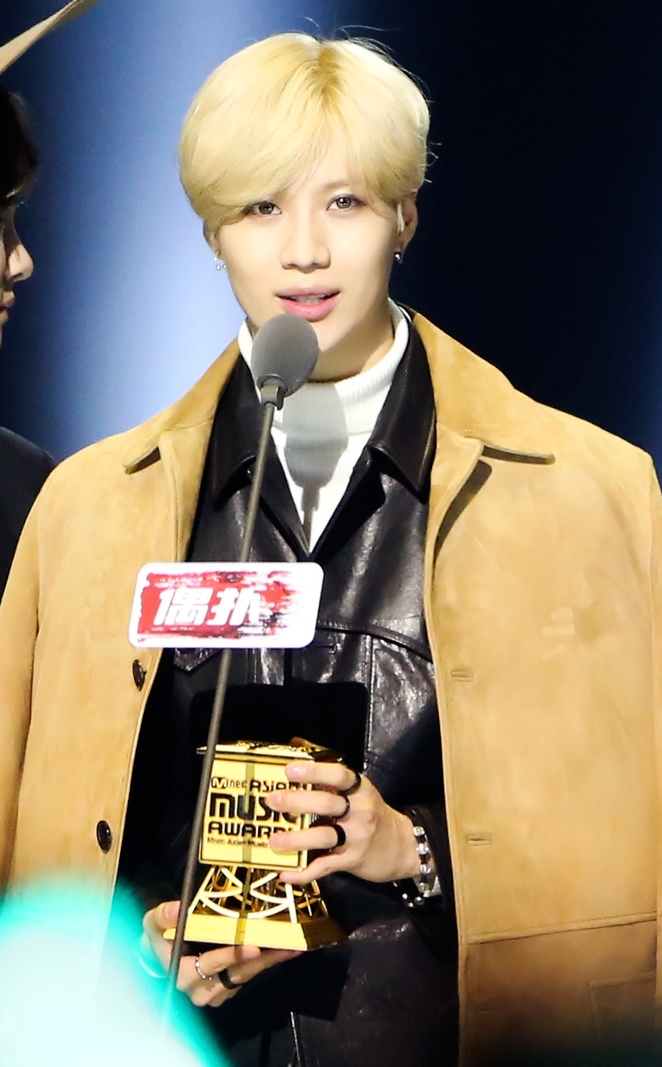
Taemin no 17th Mnet Asian Music Awards em dezembro de 2015.

Esta é uma lista de prêmios e indicações recebidos pelo cantor, dançarino e ator sul-coreano Lee Tae-min (mais frequentemente creditado como Taemin).

## Prêmios e indicações

### MBC Entertainment Awards
| Ano  | Categoria                          | Recipiente     | Resultado |
| ---- | ---------------------------------- | -------------- | --------- |
| 2013 | Star of the Year                   | We Got Married | Venceu    |
| 2013 | Best Couple Award (com Son Na-eun) | We Got Married | Indicado  |
| 2014 | Star of the Year                   | We Got Married | Venceu    |

### Gaon Chart K-Pop Awards
| Ano  | Categoria                  | Recipiente | Resultado |
| ---- | -------------------------- | ---------- | --------- |
| 2015 | Artist of the Year (Album) | Ace        | Indicado  |

### Golden Disc Awards
| Ano  | Categoria        | Recipiente | Resultado |
| ---- | ---------------- | ---------- | --------- |
| 2015 | Disk Bonsang     | Ace        | Venceu    |
| 2015 | Popularity Award | Ele mesmo  | Venceu    |

### Seoul Music Awards
| Ano  | Categoria                     | Recipiente | Resultado |
| ---- | ----------------------------- | ---------- | --------- |
| 2015 | Bonsang Award                 | Ace        | Indicado  |
| 2015 | High1/Mobile Popularity Award | Ele mesmo  | Venceu    |
| 2015 | Hallyu Special Award          | Ele mesmo  | Indicado  |

## Programas musicais

### Music Bank
| Ano  | Data         | Canção              |
| ---- | ------------ | ------------------- |
| 2014 | 29 de agosto | "Danger"            |
| 2016 | 4 de março   | "Press Your Number" |

### Show! Music Core
| Ano  | Data         | Canção   |
| ---- | ------------ | -------- |
| 2014 | 30 de agosto | "Danger" |

### The Show
| Ano  | Data       | Canção              |
| ---- | ---------- | ------------------- |
| 2016 | 1 de março | "Press Your Number" |

### Show Champion
| Ano  | Data       | Canção              |
| ---- | ---------- | ------------------- |
| 2016 | 2 de março | "Press Your Number" |

### M! Countdown
| Ano  | Data       | Canção              |
| ---- | ---------- | ------------------- |
| 2016 | 3 de março | "Press Your Number" |